# Juegos Olímpicos de Lillehammer 1994
Los Juegos Olímpicos de Lillehammer 1994, oficialmente conocidos como los XVII Juegos Olímpicos de Invierno, fueron un evento multideportivo internacional celebrado entre el 12 y el 27 de febrero de 1994 en la ciudad de Lillehammer, Noruega. Lillehammer fue elegida por sobre las ciudades candidatas de Anchorage, Estados Unidos, Östersund, Suecia, y Sofía en Bulgaria. En la ceremonia de apertura la banda noruega A-ha, cantó "Shapes that go together ", en la que bailaron miembros con distintas capacidades diferentes, haciendo una excelente representación.  
En 1986, el Comité Olímpico Internacional decidió realizar los Juegos Olímpicos de Invierno en los años pares en que no se realizaran Juegos Olímpicos de Verano. Así, tras Albertville 1992, Lillehammer albergó la XVII versión de estos Juegos. Fue la primera (y única) ocasión en la que unos Juegos Olímpicos fueron celebrados en un periodo menor a cada cuatro años y con una diferencia de dos años.

## Antecedentes

### Elección
| 94ª Sesión del Comité Olímpico Internacional 15 de septiembre de 1988, Seúl (Corea del Sur) | 94ª Sesión del Comité Olímpico Internacional 15 de septiembre de 1988, Seúl (Corea del Sur) | 94ª Sesión del Comité Olímpico Internacional 15 de septiembre de 1988, Seúl (Corea del Sur) | 94ª Sesión del Comité Olímpico Internacional 15 de septiembre de 1988, Seúl (Corea del Sur) | 94ª Sesión del Comité Olímpico Internacional 15 de septiembre de 1988, Seúl (Corea del Sur) | 94ª Sesión del Comité Olímpico Internacional 15 de septiembre de 1988, Seúl (Corea del Sur) |
| Ciudad                                                                                      | País                                                                                        | Ronda 1                                                                                     | Ronda 2                                                                                     | Ronda 3                                                                                     |                                                                                             |
| ------------------------------------------------------------------------------------------- | ------------------------------------------------------------------------------------------- | ------------------------------------------------------------------------------------------- | ------------------------------------------------------------------------------------------- | ------------------------------------------------------------------------------------------- | ------------------------------------------------------------------------------------------- |
| Lillehammer                                                                                 | Noruega                                                                                     | 25                                                                                          | 30                                                                                          | 45                                                                                          |                                                                                             |
| Östersund                                                                                   | Suecia                                                                                      | 19                                                                                          | 33                                                                                          | 39                                                                                          |                                                                                             |
| Anchorage                                                                                   | Estados Unidos                                                                              | 23                                                                                          | 22                                                                                          | -                                                                                           |                                                                                             |
| Sofía                                                                                       | Bulgaria                                                                                    | 17                                                                                          | -                                                                                           | -                                                                                           |                                                                                             |

## Antorcha Olímpica

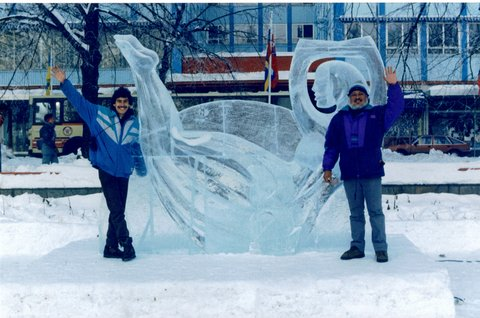
Abel Ramírez Águilar con escultura de hielp "Gestación de un Nuevo Siglo" en los Juegos Olímpicos de 1994 en Lilehammer, Noruega con el capitán del equipo mexicano Rafael Bernal

Para esta olimpiada invernal, hubo 2 antorchas. Se tenía previsto unir las llamas de dichas antorchas al llegar a Oslo, pero el comité olímpico griego se opuso a la idea. Por consiguiente, la llama «oficial» fue la utilizada en estos juegos mientras que la otra llama se usó para los paralímpicos (realizados semanas más tarde).

### Antorcha Olímpica oficial
Del 16 de enero al 12 de febrero esta antorcha siguió la siguiente ruta:
Olimpia - Atenas (Grecia) - Fráncfort del Meno - Stuttgart - Karlsruhe - Düsseldorf - Colonia - Hamburgo (Alemania) - Copenhague (Dinamarca) - Helsinki (Finlandia) - Estocolmo (Suecia) - Oslo - Lillehammer (Noruega)

### Antorcha Olímpica no oficial
Del 23 de noviembre de 1993 al 2 de febrero de 1994, 7000 relevistas llevaron esta antorcha por 12000 kilómetros siguiendo esta ruta que recorría Noruega:
Morgedal - Kristiansand - Stavanger - Bergen - Gulfaks - Bergen - Trondheim - Tromsø - Svalbard - Tromsø - Bodo - Oslo - Lillehammer

## Acontecimientos
- La llama olímpica ingresó al estadio por primera vez en manos de Stein Gruben un atleta de salto en esquíes. El pebetero olímpico fue encendido, sin embargo, por el Príncipe Haakon de Noruega.

## Estelares
- Manuela di Centa (Italia), 5 medallas en esquí nórdico.
- Lyubov Yegorova (Rusia), 4 medallas en esquí nórdico (3 de oro).
- Bonnie Blair (Estados Unidos), 2 medallas de oro en patinaje de velocidad.
- Bjorn Daechlie (Noruega), 2 medallas de oro en esquí nórdico.
- Marcus Wasmeier (Alemania), 2 medallas de oro en esquí.

## Deportes
| - Biatlón - Bobsleigh - Combinada nórdica - Esquí acrobático - Esquí alpino - Esquí de fondo |  | - Hockey sobre hielo - Luge - Patinaje artístico - Patinaje de velocidad - Patinaje de velocidad en pista corta - Saltos de esquí |

## Países participantes
Los países que participaron en estos juegos fueron:
| - Alemania (GER) (112) - Andorra (AND) (6) - Argentina (10) - Armenia (2) - Australia (25) - Austria (AUT) (80) - Bielorrusia (BLR) (33) - Bélgica (BEL) (5) - Bermudas (BER) (1) - Bosnia y Herzegovina (BIH) (10) - Brasil (BRA) (1) - Bulgaria (BUL) (17) - Canada (CAN) (95) - Chile (CHI) (3) - China (CHN) (24) - China Taipéi (TPE) (2) - Chipre (CYP) (3) - Croacia (CRO) (1) - Corea del Sur (KOR) (21) - Dinamarca (DEN) (4) - Eslovaquia (SVK) (42) - Eslovenia (SLO) (22) - España (ESP) (13) |  | - Estados Unidos (USA) (147) - Estonia (EST) (26) - Fiyi (FIJ) (1) - Finlandia (FIN) (61) - Francia (FRA) (98) - Georgia (GEO) (5) - Grecia (GRE) (9) - Hungria (HUN) (16) - Islandia (ISL) (5) - Israel (ISR) (1) - Italia (ITA) (104) - Jamaica (JAM) (4) - Japón (JPN) (57) - Kazajistán (KAZ) (29) - Kirguistán (KGZ) (1) - Letonia (LAT) (27) - Liechtenstein (LIE) (10}) - Lituania (LTU) (6) - Luxemburgo (LUX) (1) - México (MEX) (1) - Moldavia (MDA) (2) - Mónaco (MON) (5) - Mongolia (MGL) (1) |  | - Nueva Zelanda (NZL) (7) - Noruega (NOR) (88) - Países Bajos (NED) (21) - Polonia (POL) (28) - Portugal (POR) (1) - Puerto Rico (PUR) (5) - Reino Unido (GBR) (32) - República Checa (CZE) (63) - Rumania (ROM) (23) - Rusia (RUS) (113) - Samoa Americana (ASA) (2) - San Marino (SMR) (3) - Senegal (SEN) (1) - Suecia (SWE) (84) - Suiza (SUI) (59) - Sudáfrica (RSA) (2) - Trinidad y Tobago (TRI) (2) - Turquía (TUR) (1) - Ucrania (UKR) (37) - Uzbekistán (UZB) (7) - Islas Vírgenes de los Estados Unidos (8) |

## Medallas
Ver medallero completo en Medallero de los Juegos Olímpicos de Lillehammer 1994
| Núm. | País                 | Oro | Plata | Bronce | Total |
| ---- | -------------------- | --- | ----- | ------ | ----- |
| 1    | Rusia (RUS)          | 11  | 8     | 4      | 23    |
| 2    | Noruega (NOR)        | 10  | 11    | 5      | 26    |
| 3    | Alemania (GER)       | 9   | 7     | 8      | 24    |
| 4    | Italia (ITA)         | 7   | 5     | 8      | 20    |
| 5    | Estados Unidos (USA) | 6   | 5     | 2      | 13    |
| 6    | Corea del Sur (KOR)  | 4   | 1     | 1      | 6     |
| 7    | Canadá (CAN)         | 3   | 6     | 4      | 13    |
| 8    | Suiza (SUI)          | 3   | 4     | 2      | 9     |
| 9    | Austria (AUT)        | 2   | 3     | 4      | 9     |
| 10   | Suecia (SWE)         | 2   | 1     | 0      | 3     |